# Merosargus convexifrons
Merosargus convexifrons är en tvåvingeart som beskrevs av Mcfadden 1971. Merosargus convexifrons ingår i släktet Merosargus och familjen vapenflugor. Inga underarter finns listade i Catalogue of Life.